# یواس‌اس ماستن (دی‌دی-۴۱۳)
یواس‌اس ماستن (دی‌دی-۴۱۳) (به انگلیسی: USS Mustin (DD-413)) یک کشتی بود که طول آن 348&nbsp;ft, 3¼&nbsp;in, (106.15&nbsp;m) بود. این کشتی در سال ۱۹۳۸ ساخته شد.